# Unwelcome
Unwelcome è il quinto album in studio del gruppo death metal statunitense Arsis, pubblicato nel 2013.

## Tracce
1. Unwelcome – 3:41
2. Carve My Cross – 4:14
3. Handbook for the Recently Deceased – 3:48
4. Choking on Sand – 3:18
5. Let Me Be the One – 3:10
6. Sunglasses at Night – 3:58
7. Martyred or Mourning – 4:09
8. No One Lies to the Dead – 3:05
9. I Share in Shame – 3:36
10. Scornstar – 3:38

## Formazione
- James Malone - voce, chitarre
- Brandon Ellis - chitarre
- Noah Martin - basso
- Shawn Priest - batteria